# Litoral (Argentine)
Pour les articles homonymes, voir Litoral.
 (juillet 2016).
Si vous disposez d'ouvrages ou d'articles de référence ou si vous connaissez des sites web de qualité traitant du thème abordé ici, merci de compléter l'article en donnant les références utiles à sa vérifiabilité et en les liant à la section « Notes et références ».

Carte de l'Argentine sur laquelle sont figurées les provinces composant la région Litoral. Ce sont, à gauche (vert foncé) : les provinces du Chaco, de Formosa et de Santa Fe; à droite (vert clair): les provinces de la Mésopotamie argentine, soit Misiones, Corrientes et Entre Ríos.

En Argentine, il est d’usage d’appeler Litoral un ensemble de six provinces sises sur le rivage des grands fleuves qui forment le bassin du Río de la Plata, soit essentiellement les fleuves Uruguay et Paraná. Il s’agit des provinces de Misiones, de Corrientes, d’Entre Ríos (ces trois provinces constituant la dénommée Mésopotamie argentine, délimitée par les deux fleuves susmentionnés), du Chaco, de Formosa et de Santa Fe ; en font partie également les îles du delta du Paraná. Anciennement, cette région historique et culturelle comprenait en outre le territoire des actuels Uruguay et Paraguay, jusqu’à ce que l’Argentine reconnût l’indépendance de ces deux pays. Phytogéographiquement, le Litoral appartient à la zone des selves de la région phytogéographique paranéenne, lesquelles selves se transforment vers la partie sud et centrale du Litoral en savanes et forêts xérophiles.

## Toponymie
Paradoxalement, si le vocable Litoral évoque tout d’abord une région côtière, bordant la mer ou l’océan, il se trouve que dans le cas du Litoral argentin aucune des provinces litoraleñas n’a plus aujourd’hui d’accès direct à la mer ou à l’océan. La dénomination géographique remonte au temps de la domination espagnole, au cours de laquelle, notamment sous la Vice-royauté du Río de la Plata, l’extrémité nord-est du territoire avait un accès direct à la mer par le Tapé (territoire correspondant aux Missions orientales), par la Bande orientale (actuel Uruguay) et même par la région appelée la Guayrá, laquelle fait partie aujourd’hui de l’État brésilien du Paraná.
Plus tard, à partir du début du XIXe siècle, après que les Portugais se furent emparés des couloirs d’accès direct de ces zones à l’océan, le terme Litoral allait être réservé désormais aux provinces qui, possédant des rivages sur les principaux fleuves et rivières du bassin du Plata, avaient gardé la possibilité de transports par mer. Cette région, qui s’étendait au sud jusqu’aux confins nord-est de la province de Buenos Aires, a longtemps présenté des traits culturels spécifiques, liés principalement à ses substrats charrúas et guaranís. L’identité propre du Litoral se trouva même ensuite renforcée encore par les immigrations de la fin du XIXe siècle.

## Histoire

### Antérieurement à la conquête européenne
Dès avant 13 000 av. J. C., les premiers groupes humains, chasseurs des grands animaux du Pléistocène, vinrent occuper les régions du Brésil méridional et le nord de la province de Misiones. De là, ils se dirigèrent vers le sud en longeant les rives du Paraná et de l’Uruguay, atteignant, vers 7000 ans av. J. C., la partie sud d’Entre Ríos. D’autres groupes s’établirent dans différents environnements du Litoral et y développèrent une économie aux ressources plus variées.
Vers 5000 av. J. C. arrivèrent d’autres groupes de chasseurs-pêcheurs, qui installèrent leurs campements sur les terrains surélevés des bords du fleuve Uruguay et laissèrent, à Salto Grande, des peintures rupestres d’une certaine complexité, avec des dessins géométriques. À partir de 5000 av. J. C., d’autres chasseurs encore, appartenant à l’industrie haut-paranéenne, et ayant leurs origines au Paraguay et dans le Rio Grande do Sul, surent s’adapter à la selve des Misiones et s’y maintinrent jusqu’à l’arrivée, en 1000 av. J. C., des Guaraní. À l’aide d’os et de cornes d’animaux, ils confectionnaient des ustensiles et des parures pour le corps.
En 1500 av. J. C. firent leur apparition dans la plaine de la Mésopotamie argentine les dénommés chasseurs pampéens, qui s’adaptèrent à leur nouveau milieu, riche en faune terrestre et fluviale. Ils parvinrent à une plus grande diversification de leurs possibilités et à un meilleur équilibre de leurs moyens de subsistance. C’est de ceux-ci que surgit l’ethnie des Charrúas, qui à l’époque de la conquête espagnole occupaient la partie centrale d’Entre Ríos et la Bande orientale. 
À partir de 500 ap. J. C. apparurent les peuples canoéistes, lesquels, comme le lit des rivières augmentait, utilisaient celles-ci comme voie de communication et d’approvisionnement des plaines riveraines. Ils naviguaient sur le cours du Paraná et du Paraguay en maintenant des liaisons avec les îles et les côtes. Pêcheurs et chasseurs, d’un physique corpulent, ils se fixèrent sur les élévations naturelles de la région. Taillant les valves de mollusque, connaissant la céramique et accomplissant des cérémonies funéraires complexes, ils sont désignés comme appartenant à la culture de Goya Malabrigo ou comme riverains plasticiens. Ils étaient semi-sédentaires, s’adonnaient à la chasse et à la cueillette, mais étaient fondamentalement des pêcheurs. Ils étaient les ancêtres des ethnies chaná-timbúe, qui au moment de l’arrivée des Espagnols peuplaient les bords du Paraná, de Misiones jusqu’à Entre Ríos.
Vers 1000 ap. J. C. s’établirent, également dans des territoires appartenant aujourd’hui au Brésil, deux civilisations agricoles : l’eldoradienne, puis, à partir de 1400, les Avás ou Guaranis. Les porteurs de la tradition eldoradienne s’abritaient dans des habitations circulaires semi-souterraines, construites sur des terre-pleins naturels se prêtant aux cultures. Les guaranis amazoniens d’autre part se fixèrent le long du Paraná et cultivaient du manioc, des patates, du maïs et de la yerba mate ; ils pratiquaient aussi la chasse, la pêche et la cueillette. Ils vivaient dans des hameaux, entourés de palissades, avec de grandes maisons communales. Excellents canoéistes, ils fabriquaient des objets de vannerie et des urnes funéraires. Ils s’implantèrent dans les Misiones et dans le delta du Paraná. Leurs communautés étaient régies par des chefferies, caciquats secondaires et conseils d’anciens. Ils observaient des pratiques chamaniques et anthropophages rituelles. Les Guaranis possédaient un panthéon polythéiste et adoraient Tupá ou Ñamandú, dieux créateur et civilisateur.
À l’arrivée des Européens, presque tous les peuples indigènes étaient en guerre entre eux, en particulier les Pampidos (Qom) ou Tobas, les Mocovis, les Avipons, les Nivakles, les Pilagas dans la zone du Chaco, également les Wichis et les Wenkayek, tandis que sur les rives des fleuves Paraná-Paraguay et Uruguay vaguaient les Avás (Guaranis), en fréquent conflit avec les Guaranis mocorétas, timbus, chanas, yaros, minuanes, quérandis et charruas.

### Conquête européenne et époque coloniale
Le Litoral fut l’un des premiers territoires de l’Argentine où vinrent s’établir des Européens, généralement au nom de l’Espagne ; parmi les expéditions entreprises dans la région se détachent plus particulièrement celle de Sébastien Cabot, qui donna lieu à la fondation du fort Sancti Spiritu, tout premier foyer de peuplement européen sur le territoire argentin, puis à celle de Juan de Ayolas, Domingo Martínez de Irala, Hernandarias, Juan de Garay , etc.. Après la première fondation avortée de Buenos Aires en 1536 fut élevée la maison-forte d’Asuncion, puis, au départ de celle-ci, furent fondées non seulement la ville de Buenos Aires (cette fois définitivement), mais encore, aux XVIe et XVIIe siècles, les villes les plus anciennes du Litoral, savoir : San Juan de la Vera de las Siete Corrientes (aujourd’hui Corrientes, Santa Fe de la Vera Cruz (Santa Fe), Nuestra Señora de la Concepción del Bermejo (ou Concepción de Buena Esperanza), dans le Département de Maipú, de même que les hameaux qui allaient donner naissance ensuite à d’autres villes encore : La Bajada del Paraná, Arroyo de la China (devenue Concepción del Uruguay). À la fin de cette période, les jésuites créèrent leurs provinces missionnaires, fondant les localités de San Ignacio Miní, de Loreto, d’Yapeyú, d’Apóstoles, de Corpus, ainsi que des villes sur la rive gauche du fleuve Uruguay, telles que San Francisco de Borja, Itaquí etc., sur la base desquelles s’élèveront par la suite les actuelles cités de Paso de los Libres, La Cruz, Monte Caseros etc.

### Après l’indépendance de l’Argentine
Dans le sillage de la révolution de Mai de 1810, des tendances autonomistes (mais non indépendantistes) vis-à-vis du pouvoir central de la capitale Buenos Aires commencèrent à se faire jour dans les provinces argentines, tendances incarnées par des caudillos ou personnalités politiques locales tels que José Artigas dans la Bande orientale, Estanislao López dans la province de Santa Fe, ou Justo José de Urquiza à Entre Ríos. La longue guerre civile qui s’ensuivit — qui, schématiquement, opposa centralistes de Buenos Aires, plus ouverts aux idées modernes et au libre échange, et fédéralistes de province, favorables à un système confédéral et plus enclins à perpétuer les rapports sociaux hérités de l’époque coloniale, — n’épargna pas le Litoral, les tout derniers soubresauts du conflit ayant même lieu dans la province de Corrientes. 
L’indépendance du territoire une fois acquise arriva en Argentine, au cours du XIXe siècle, et plus spécialement à partir de 1880, une importante immigration européenne, en provenance d’Italie (du Frioul surtout, à destination du Chaco), d’Espagne, de Russie (Allemands de la Volga, s’installant principalement en Entre Ríos, dans le Chaco, dans les Misiones, et dans le nord-est de Corrientes, et Russes, s’établissant surtout en Misiones), de Pologne, d’Ukraine, d’Allemagne (y compris de Suisse alémanique, ces immigrants choisissant majoritairement les provinces de Santa Fe, Chaco, Misiones), de France (dont de nombreux Occitans, dans la ville de Concordia), du Danemark (Misiones), du Moyen-Orient et même du Japon (Misiones et extrême nord-est de Corrientes). À signaler enfin de nombreux juifs, qui élurent domicile dans différentes colonies agricoles essentiellement dans les provinces de Santa Fe et Entre Ríos.

## Atouts touristiques
Le principal centre d’attraction touristique de la région sont les chutes d’eau de l’Iguazú, sur le triple point frontière entre l’Argentine, le Brésil et le Paraguay.
En Argentine même, la très vaste zone riveraine des fleuves Paraná et Paraguay présente un grand intérêt touristique. Ainsi, la province de Misiones renferme de nombreux attraits naturels, notamment les chutes d’eau de Mocona, limitrophes du Brésil également, les chutes d’eau du Tabay, le parc provincial Salto Encantado, la Gruta India, la cascade Berrondo, etc. La province héberge par ailleurs un important patrimoine historique : vestiges jésuitiques de San Ignacio Miní, de Nuestra Señora de Loreto, de Santa Ana, de Santa María La Mayor, de Mártires, etc.
Dans la province de Corrientes s’étend une ample zone humide : les esteros del Iberá, qui mesurent une vingtaine de milliers de km² et abritent une faune abondante. En outre, le rivage du fleuve Paraná, lequel constitue plus de la moitié du pourtour de la province, voit se dérouler nombre de festivités et concours de pêche autour de telle ou telle espèce de poisson.
Dans la province du Chaco, il y a lieu de signaler la capitale provinciale Resistencia, promue ville des sculptures, avec ses plus de 500 œuvres d’art disposées sur les trottoirs à travers la ville.